# Cynorta cristafemoralis
Cynorta cristafemoralis is een hooiwagen uit de familie Cosmetidae.